# Ingrid Palm (psalmförfattare)
Ingrid Palm, född 1859 i Ockelbo, död i Örebro 1886, var en svensk psalmförfattare. Hon studerade bibelkunskap i Vita bergen i Stockholm varefter hon flyttade till Örebro och fortsatte som predikant.

## Psalmer
- Jag är så glad, när jag få gå, översatt Phoebe Browns engelska psalmtext I love to steal awhile away till svenska. (Publicerad i Hemlandssånger 1891 som nr 682) Finns på Wikisource.